# Alfonso Pruneda
Alfonso Pruneda y García Navarrete (Ciudad de México, 19 de agosto de 1879 - ibídem, 7 de junio de 1957) fue un médico mexicano y rector de la Universidad Nacional de México. Fue hijo de José de Jesús Pruneda y Guadalupe García Navarrete.
Estudió en la Escuela Nacional de Medicina, donde obtuvo su título universitario.
Fue profesor en los Hospitales Béistegui en 1907 y Juárez en 1913. En 1910 fue miembro del Consejo Universitario de la UNAM y, de 1912 a 1913, fue director de la Escuela Nacional de Altos Estudios y representante de la Secretaría de Instrucción Pública en el Consejo Universitario.
Ocupó el cargo de rector de la Universidad Popular Mexicana de 1912 entre 1922, cuando esa universidad dejó de funcionar.
El presidente Plutarco Elías Calles, apenas llegado al poder en 1924, nombró a Pruneda García rector de la Universidad Nacional para el periodo del 30 de diciembre de 1924 al 30 de noviembre de 1928.
En el año de 1926 las finanzas fueron sumamente críticas para la Universidad, al grado que los académicos de la Escuela Nacional de Altos Estudios ofrecieron al rector Pruneda, trabajar sin percepción económica.
En 1928 le concedió voto a la representación estudiantil en el Consejo Universitario de la Universidad Nacional.
Recibió el Doctorado Honoris Causa por las universidades de México y Hamburgo.30 de noviembre
Murió en la Ciudad de México el 7 de junio de 1957. Fue sepultado en el Panteón Español.